# ゾングルダク県
ゾングルダク県（ゾングルダクけん、トルコ語: Zonguldak ili）は、トルコ、黒海地方の県。面積おおよそ3500平方キロメートル、人口おおよそ55万人。

## 地理
時計回りに西からデュズジェ、ボル、カラビュック、バルトゥンの各県と接し、北は黒海海岸である。また、黒海海岸には80kmにも渡り天然の砂浜が広がっている。
石炭が産出されており、ゾングルダクは石炭の主要な生産地になっている。

## 歴史
Ereğli（カラデニズ・エレーリ）は紀元前6世紀にフリギア人に建てられた町であり、ポントス王国（紀元前281年 - 紀元前64年）の重要な貿易港であった。町の名はヘラクレスから名づけられた。紀元前1世紀に3度に渡るミトリダテス戦争でこの町は完全に破壊された。ローマ、ビザンチン、セルジューク朝、オスマン朝時代もこの町は保持された。

## 自治体
ゾングルダク県には8つの自治体がある。
- ゾングルダク（Zonguldak）
- アラプル（Alaplı）
- チャイジュマ（Çaycuma）
- デヴレク（Devrek）
- エレーリ（Ereğli）
- ギョクチェベイ（Gökçebey）
- キリムリ（Kilimli）
- コズル（Kozlu）